# David Cabrera
David Arnoldo Cabrera, né le 12 septembre 1945 à San Salvador au Salvador, est un joueur de football international salvadorien, qui évoluait au poste d'attaquant.

## Biographie

### Carrière en club
Avec le Club Deportivo FAS, où il réalise l'intégralité de sa carrière, il remporte quatre titres de champion du Salvador, et une Coupe des champions de la CONCACAF.
Il est meilleur buteur du championnat du Salvador à trois reprises. Il réalise sa meilleure performance en 1981, où il inscrit 20 buts.

### Carrière en sélection
Avec l'équipe du Salvador, il figure dans le groupe des sélectionnés lors de la Coupe du monde de 1970. Lors du mondial organisé au Mexique, il ne joue aucun match. Il dispute tout de même six matchs comptant pour les tours préliminaires de cette compétition, inscrivant deux buts.

## Palmarès
FAS
- Championnat du Salvador (4) :
  - Champion : 1977, 1978, 1981 et 1984.
  - Vice-champion : 1967-68, 1968-69, 1970 et 1983.
  - Meilleur buteur : 1972 (15 buts), 1981 (20 buts) et 1983 (16 buts).

- Coupe des champions de la CONCACAF (1) :
  - Vainqueur : 1979.